# Lisoformio
Lisoformio (italianizzazione di Lysoform, marchio effettivamente brevettato del prodotto) è il nome commerciale di una soluzione disinfettante. Trattasi originariamente di una soluzione acquosa di colore giallo chiaro, spumeggiante, composta 20,4% da una miscela saponosa potassica, con aggiunta di essenze profumate per coprirne lo sgradevole odore e al 7,4% da formaldeide, sostituita in tempi più recenti dal sale di benzalconio. Il prodotto ha trovato largo impiego sia in ambito casalingo che ospedaliero, con funzione di disinfettante, detergente e deodorante.